# 叶鸿慕
叶鸿慕（Nicolas Hieronimus，1964年1月3日—）是一位法国企業高管，自2021年5月1日起出任萊雅的首席执行官，他也是該公司的第六位首席执行官。

## 早年
叶鸿慕生于巴黎，父亲是电视制片人，母亲是航空航天工程师。 
他于1981年起就读于高等经济商业学院，1985年毕业并获得市场营销学位。 
叶鸿慕于1987年加入萊雅，出任卡尼尔品牌的产品经理。2005年出任欧莱雅墨西哥负责人。  2017年5月1日出任歐萊雅副首席执行官。 2021年5月，成为歐萊雅首席执行官。 